# 伯丁罕

伯丁罕商標

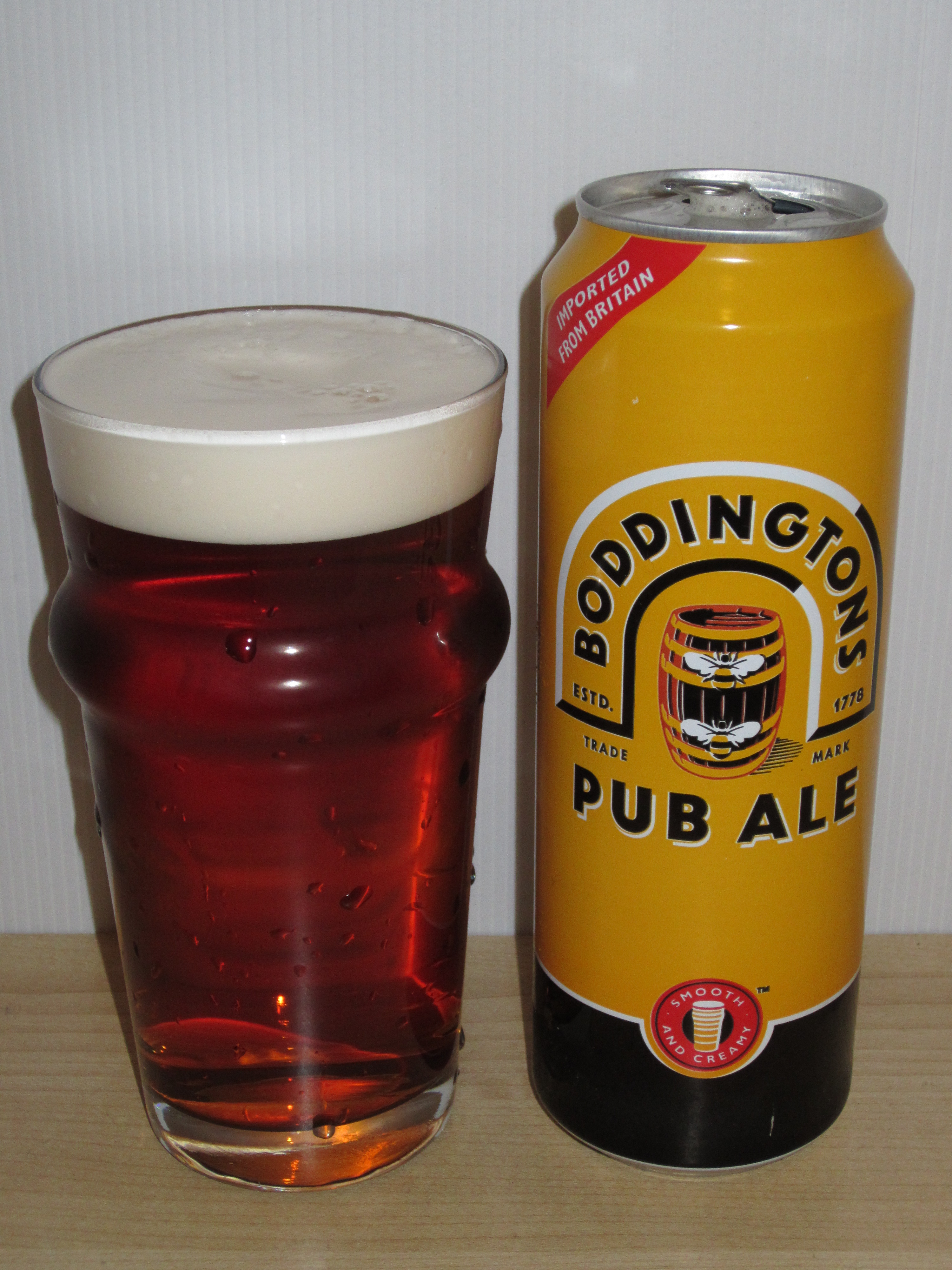
Boddingtons Pub Ale

伯丁罕是一種英格蘭啤酒，1778年發明釀造，原產地是在曼徹斯特，這啤酒風行了英國兩百餘年。這種苦啤酒在全球三十多個國家銷售成功，在啤酒內加入氣囊使得啤酒泡沫細緻，這種多樣化的啤酒風靡紐西蘭、香港及美國等世界各國。
啤酒釀造廠Strangeways原本是由兩個穀物零售商人Thomas Caister與Thomas Fry所創立，十八世紀晚期，Strangeways為了逃避曼徹斯特語法學校附近的磨坊課徵穀物稅，而將啤酒釀造廠的搬到郊區。
旅行家亨利‧伯丁罕（Henry Boddington）在1832年加入了Strangeways，決定合夥成立一家專業的販售公司。1853年，他借了一筆錢將公司組成了企業，也當上了唯一的董事。
伯丁罕到1989年之前都是家族企業，但是Strangeways啤酒釀造廠與伯丁罕啤酒商標被Whitbread以五千零七十萬英鎊（£50.7 million）買下後，董座就拱手讓人了。而在2005年5月，Whitbread啤酒公司被Interbrew併購。
伯丁罕包含3.8%與4.1%的酒精濃度（ABV），並且是以酒桶釀造。
2004年9月，InBev（Interbrew）宣布關閉Strangeways啤酒釀造廠，並且決定在曼徹斯特之外的地方生產。

## 贊助
2002年，伯丁罕是第十七屆英聯邦運動會官方贊助廠商，該年在曼徹斯特舉辦。

## 外部連結
- 伯丁罕官方網站